# August Adriaan Pulle
Pour les articles homonymes, voir Pulle.
August Adrian Pulle (Arnhem, 10 janvier 1878 - Utrecht, 28 février 1955)  est un professeur et botaniste néerlandais. Il produit d'importantes contributions à la connaissance de la flore du Suriname et de l'île de Nouvelle-Guinée.

## Vie privée

### Éducation
Pulle fréquente le lycée à Arnhem et étudie la pharmacie à l'Université d'Utrecht, en 1899, il obtient son baccalauréat. Il assiste aux cours du physiologiste végétal FAFC Went et décide de poursuivre ses études en zoologie et en botanique. En 1900, Pulle est nommé assistant au laboratoire botanique et herbier, en 1904 il est nommé professeur d'histoire naturelle à l'école secondaire supérieure d'Utrecht. En 1906, Pulle donne des cours de botanique et de systématique végétale et à partir de 1908 également de géographie végétale, il participe (en 1902 et 1903) à l'expédition de Saramacca au Suriname et cette étude détermine également le contenu de sa thèse : « An enumeration of the vascular plants known from Surinam, together with their distribution and synonymy », pour laquelle il obtient en 1906 un doctorat en zoologie et botanique. Cette même année, il effectue un deuxième voyage d'étude à Buitenzorg, Java, Indonésie. Il fait partie de la troisième expédition de Nouvelle-Guinée du Sud en 1912 et 1913 et écrit également un récit de voyage à ce sujet (dans les montagnes enneigées de Nouvelle-Guinée).

### Carrière
Le 18 mai 1914, Pulle est nommé professeur de botanique et de géographie végétale à l'Université d'Utrecht et directeur du Musée botanique et herbier là-bas. Il concentre ses recherches sur l'identification et la description des plantes du Suriname et de l'ancien Indes orientales néerlandaises. En 1920, il retourne au Suriname pour se spécialiser dans la flore de ce pays et publie en 1932 la première partie de son standard Flora of Suriname. Pulle est directeur par intérim de l'Hortus, mais, de 1920 à 1949, et premier directeur du Cantonspark à Baarn. En 1938, il publie le manuel " Compendium de terminologie, nomenclature et systématique des plantes à graines ". Il prend sa retraite en 1948 mais reste actif presque jusqu'à sa mort. Pulle est président honoraire du premier Congrès botanique sud-américain à Rio de Janeiro en 1938 et recteur de 1929 à 1930.